# 正大集团
正大集团為泰国最大的商业集团，1921年由泰籍华人谢氏兄弟（谢易初和谢少飞）於曼谷創辦，業務涉及零售、電信、地產、金融，遍及20多個國家和地區，下屬400多家公司，員工人數近20萬人。

## 历史
- 1921年，謝易初（Chia Ek Chor）和 謝進賢（Chia Jin Hyang）兄弟在泰国曼谷和中華民國汕頭分别成立了“正大庄菜籽行（Chia Tai Chung）”和“正大种籽农业公司”。[3]他们从中国进口种子并卖给泰国农民，同时从事农产品种子培育、改良和推广工作。
- 1953年，随着种子商店的成功，卜蜂集團开始生产动物饲料。在1990年代，正大集团的144家饲料厂每年产量达到了1,400万吨。
- 1977年8月22日，卜蜂集團在臺灣成立台灣卜蜂企業股份有限公司；台灣卜蜂企業於1987年在臺灣證券交易所股票上市（股票代號1215）。
- 1979年，卜蜂集團在深圳兴建了中国第一家中外合资企业，并取得了深圳第001号中外合资企业营业执照。
- 1987年，正大集团在香港组建正大综艺有限公司；并于1989年3月开始正式在中国播出节目。后来正大综艺公司又和中国中央电视台合作制作《正大综艺》节目。
- 1990年4月7日，邓小平在中南海接见了正大集团董事长谢国民。
- 1992年，國際文化交流音像出版社與正大綜藝公司合資成立正大國際音樂製作中心，聘請孫儀擔任副總經理。
- 1997年起，在上海浦东新区陆家嘴金融贸易区投资兴建正大广场；2002年开张。
- 2012年12月5日，匯豐控股以727.36億元港幣（約合583億人民幣、93.85億美元）全部出售所持的15.57%中國平安股權给卜蜂集團旗下的間接全資附屬公司：同盈貿易有限公司、隆福集團有限公司、商發控股有限公司及易盛發展有限公司。瑞銀集團向卜蜂集团提供55億美元（427億港元）的秘密貸款。
- 2013年4月23日，正大集团旗下便利店企業CP All將斥資66億美元（約511.5億港元）收購泰國連鎖百貨公司集團萬客隆64.53％股權。Siam Makro原為CP All與荷蘭貿易公司SHV成立的合資公司，前者在1997年亞洲金融危機時將所持51%股份轉讓給SHV。
- 2014年7月24日，伊藤忠商事斥資66.2億港元入股卜蜂集團旗下卜蜂國際60.18億股股份，相當於公司普通股25%及已發行股本（包括可換股優先股）約23.75%；同時卜蜂集團以10億美元（約77.5億港元）作價入股伊藤忠商事4.9%股權。
- 2015年1月20日，卜蜂集團和伊藤忠商事將通過分別佔50%股份的合資公司正大光明投資有限公司斥資最多803億港元（或104億美元）入股中國中信股份（港交所：0267），包括中信股份以換股價13.8元，向正大光明發行33.27億股可轉換優先股，佔擴大後股本11.79％，作價459.2億元現金和正大光明以每股13.8元，斥資（約為343.63億港元或45.4億美元）向中信集團購買持有的中信股份10％股權，共24.9億股。完後，連同原持有的1％股權，正大光明將持有中信股份20.61％股權
- 2019年4月25日，卜蜂集團3.72億美元收購加拿大豬肉生產商HyLife 50.1%的股份。日本伊藤忠商事株式會社將繼續持有該公司剩餘的49.9%的股份

## 正大集团的“三利”原则
- 对国家有利。
- 对人民有利。
- 对公司有利。